# Franz Söllner
Franz Söllner, död i Karlskrona, var en svensk flöjtist.

## Biografi
Franz Söllner anställdes omkring 1795 som flöjtist vid Kungliga Hovkapellet i Stockholm och slutade där 1806. Söllner avled i Karlskrona.